# Жак Рох
Жак Рох (на нидерландски: Jacques Rogge) е белгийски ортопедичен хирург и президент на Международния олимпийски комитет (МОК) в периода 2001-2013 г.

## Биография
Рох е роден в Гент на 2 май 1942 г.
През 2001 г. е избран да наследи Хуан Антонио Самаранч като президент на МОК, като преди него Самаранч е президент от 1980 г.
През 2009 г. е избран за почетен доктор на Националната спортна академия в София.